# SEC23A
SEC23A‏ (Sec23 homolog A, coat complex II component) هوَ بروتين يُشَفر بواسطة جين SEC23A في الإنسان.